# Hemigraphis fruticulosa
Hemigraphis fruticulosa är en akantusväxtart som beskrevs av C. B. Cl.. Hemigraphis fruticulosa ingår i släktet Hemigraphis och familjen akantusväxter. Inga underarter finns listade i Catalogue of Life.